# Leon Lukman
Leon Lukman (ur. 27 października 1931 w Kragujevacu) – jugosłowiański lekkoatleta, skoczek o tyczce.
W 1957 zdobył brązowy medal światowych igrzysk studentów – pierwowzoru Uniwersjady.
W 1958 zajął 7. miejsce na mistrzostwach Europy z wynikiem 4,30.
Podczas igrzysk olimpijskich w Rzymie (1960) zajął 9. miejsce z wynikiem 4,40.
7 sierpnia 1957 w Belgradzie ustanowił wynikiem 4,38 rekord Jugosławii.
Odnosił sukcesy (także w skoku wzwyż) w rywalizacji weteranów, zdobywając złote medale mistrzostw świata i Europy w tej kategorii wiekowej.
Był zawodnikiem Crvenej zvezdy Belgrad.

## Rekordy życiowe
- Skok o tyczce – 4,60 (1964)